# Бабаянц, Рубен Амбарцумович
Бабаянц Рубен Амбарцумович (1889—1962) — советский гигиенист, член-корреспондент АМН СССР, профессор.

## Биография
В 1916 году окончил естественное отделение физико-математического факультета Петербургского университета. В 1924 году окончил 1-й Ленинградский медицинский институт. С 1926 по 1930 годы преподавал кафедры гигиены Ленинградского ГИД УВ. С 1931 года стал профессор этой же кафедры. С 1939 по 1941 годы заведовал кафедрой коммунальной гигиены Ленинградского санитарно-гигиенического медицинского института. С 1941 по 1962 годы заведовал кафедрой общей гигиены того же института. За 30-летний стаж преподавания под его руководством защитились 25 докторских и кандидатских диссертаций.
Главные труды Бабаянца посвящены темам санитарной охраны почвы и атмосферного воздуха городов.Он разработал методы исследования процессов почвенной минерализации городских отбросов, способы их обезвреживания и использования в сельском хозяйстве. Он инициировал систематическое изучение влияния на здоровье населения загрязнений атмосферного воздуха. Рекомендовал показатели санитарной оценки почвы и городского воздуха. При его участии были проведены большие работы по санитарному благоустройству Ленинграда. Бабаянц был одним из основателей и членом правления Ленинградского отделения общества гигиенистов, членом правления Всесоюзного общества гигиенистов, действительным членом Всесоюзного географического общества и почетным членом Ереванского гигиенического общества.

## Награды
- орден Трудового Красного Знамени
- медаль «За трудовую доблесть»
- медаль «За оборону Ленинграда»